# Daniel Bacher
Daniel Bacher (* 17. Dezember 2004 in Innsbruck, Tirol) ist ein österreichischer Freestyle-Skier. Er gehört aktuell dem A-Kader des Österreichischen Skiverbandes an und ist auf die Park- und Pipe-Disziplinen Slopestyle und Big Air spezialisiert. 2021 gewann er bei den Juniorenweltmeisterschaften zwei Silbermedaillen.

## Biografie

### Kindheit und Jugend
Daniel Bacher stammt aus Fulpmes im Stubaital und begann im Alter von drei Jahren im Skigebiet Schlick 2000 mit dem Skifahren. Nachdem er sich früh für eine Laufbahn im Skisport entschieden hatte, besucht er seit September 2019 das Skigymnasium Saalfelden. Oberhalb seines Elternhauses in Medraz errichtete er unter dem Namen „BacherZone“ seinen eigenen Funpark.
Im Alter von zwölf Jahren bestritt Bacher in Villach seinen ersten FIS-Wettkampf. Nach einigen Slopestyle-Juniorenerfolgen im Februar 2019 gewann er in dieser Disziplin den österreichischen Jugendmeistertitel. Bei den Juniorenweltmeisterschaften in Kläppen belegte er die Ränge 24 und 26 in Big Air und Slopestyle. Im Januar 2020 nahm er an den Olympischen Jugendspielen in Leysin teil, wo er in seinen Spezialdisziplinen Sechster und Siebenter wurde. Am selben Ort gelang ihm im März 2021 der erste Slopestyle-Europacup-Podestplatz. Bei seinen zweiten Juniorenweltmeisterschaften in Krasnojarsk musste er sich zwei Wochen später jeweils nur seinem künftigen Teamkollegen Matěj Švancer geschlagen geben und gewann zwei Silbermedaillen. 

### Weltcup und Großereignisse
Bacher gab am 21. November 2020 im Stubai Zoo Snowpark auf dem Stubaier Gletscher sein Debüt im Freestyle-Skiing-Weltcup und belegte Slopestyle-Rang 20. Im folgenden Winter konnte er sich mit zwei Weltcup-Ergebnissen außerhalb der besten 20 zunächst nicht für die Olympischen Spiele von Peking qualifizieren, wurde aber nach einer COVID-Infektion des Teamkollegen Samuel Baumgartner nachnominiert. Mit 17 Jahren und rund 50 Tagen war er der jüngste Athlet im 106-köpfigen ÖOC-Aufgebot. Sowohl im Big Air als auch im Slopestyle schied er in der Qualifikation aus und belegte die Endränge 17 und 21.

## Erfolge

### Olympische Spiele
- Peking 2022: 17. Slopestyle, 21. Big Air

### Weltcupwertungen
| Saison  | Park & Pipe | Park & Pipe | Slopestyle | Slopestyle | Big Air | Big Air |
| Saison  | Platz       | Punkte      | Platz      | Punkte     | Platz   | Punkte  |
| ------- | ----------- | ----------- | ---------- | ---------- | ------- | ------- |
| 2020/21 | 64.         | 11          | 39.        | 21         | –       | –       |
| 2021/22 | 96.         | 12          | 52.        | 12         | –       | –       |
| 2023/24 | 40.         | 86          | –          | –          | 13.     | 86      |

### Juniorenweltmeisterschaften
- Kläppen 2019: 24. Big Air, 26. Slopestyle
- Krasnojarsk 2021: 2. Big Air, 2. Slopestyle

### Weitere Erfolge
- 1 Podestplatz im Europacup
- 1 österreichischer Jugendmeistertitel (Slopestyle 2019)